# Marcus Aurelius Iulianus

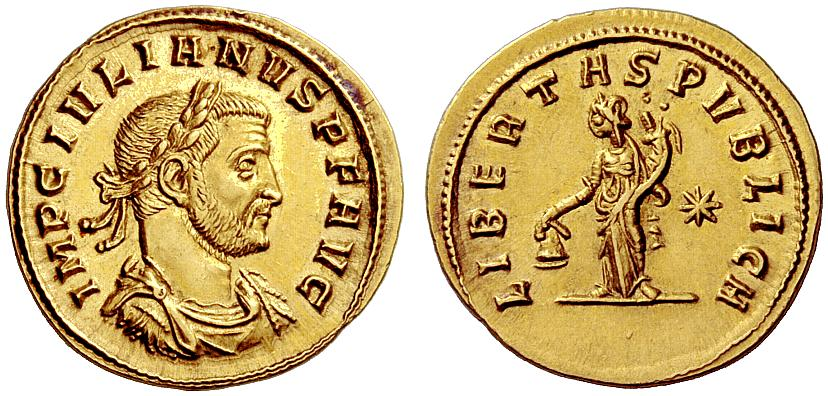
Aureus des Julian

Marcus Aurelius Iulianus (vollständiger Name wohl Marcus Aurelius Sabinus Iulianus) war einer von zahlreichen Usurpatoren in der Zeit der römischen Reichskrise des 3. Jahrhunderts. Der genaue Name des Usurpators, der Ort und der Zeitpunkt sowohl seiner Erhebung als auch seiner Niederlage sind in der Forschung umstritten. Fest steht aber, dass seine Erhebung in die Regierung des Kaisers Carinus (283–285) fällt.

## Zu den schriftlichen Quellen
Neben den Münzen stehen nur drei antike Quellen zur Verfügung, welche sich zum Teil widersprechen: der Liber de Caesaribus des Aurelius Victor, die Epitome de Caesaribus und die Historia Nea des Zosimos.
Ihre Angaben lassen sich folgendermaßen kurz zusammenfassen.
Aurelius Victor zufolge sei Iulianus corrector Venetiae (et Histriae), d. h. Statthalter von Venetien und Istrien gewesen, usurpierte bereits nach dem Tod des Carus (Sommer 283), habe Pannonien kontrolliert und soll zu Beginn des Jahres 285 in Illyricum gefallen sein.
Die Epitome de Caesaribus und Zosimos berichten dagegen, Iulianus sei Prätorianerpräfekt gewesen, habe sich nach dem Tod des Numerianus (Herbst 284) in Italien erhoben und sei dort später auch geschlagen worden. Die Epitome nennt darüber hinaus den Ort der Schlacht, nämlich Verona.

## Die Münzen

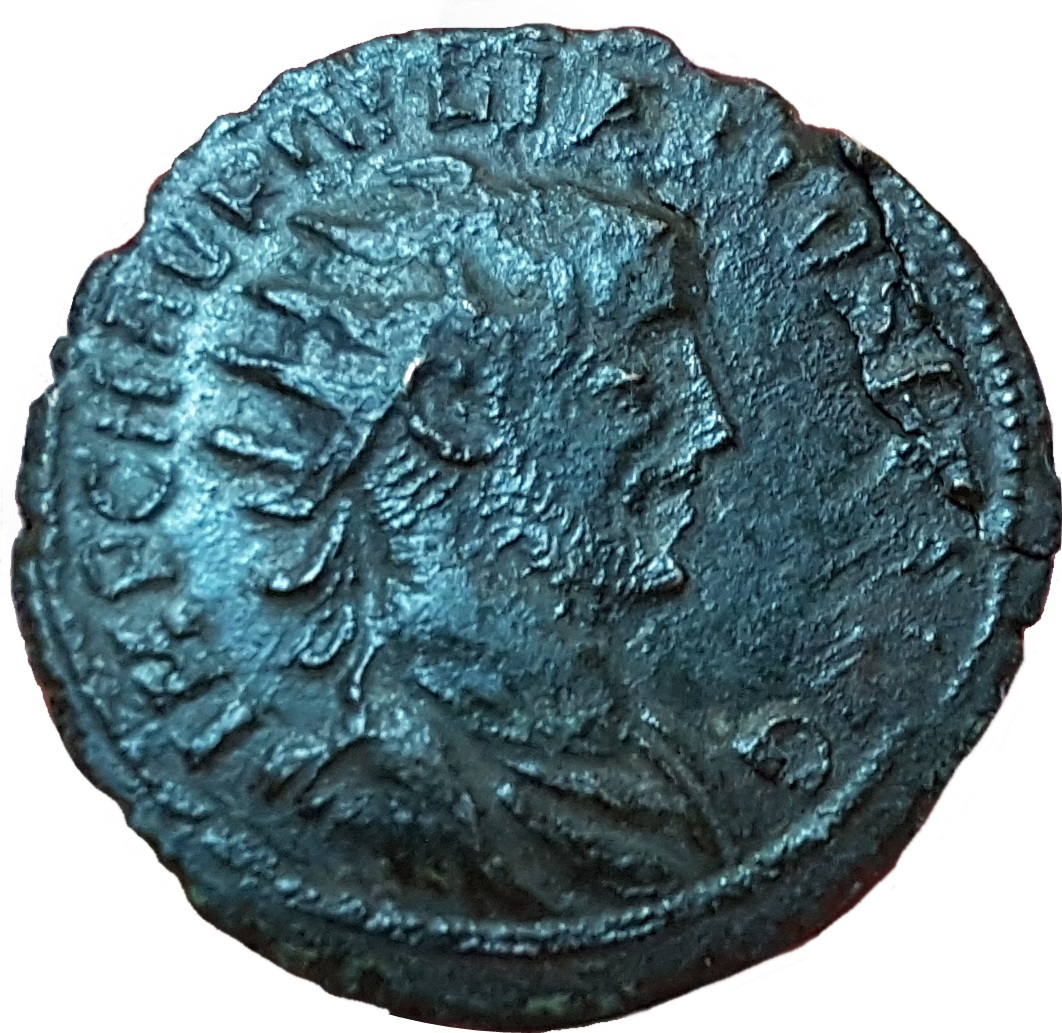
Antoninian Marcus Aurelius Iulianus

Die Gold- und Billonmünzen (Aurei bzw. Antoniniane) des Iulianus geben uns in vielfältiger Weise Auskunft. Sie stellen die einzig erhaltenen Bildnisse des Usurpators dar und verweisen zudem auf dessen Machtbasis. Denn entsprechend der rückseitigen Münzstättensignatur wurden sie alle in Siscia, der Hauptstadt der Provinz Pannonia superior, geprägt. Darüber hinaus zeigen einige Antoniniane als Reversdarstellung die Personifikationen der beiden pannonischen Provinzen, umgeben von der Legende PANNONIAE AVG(usti).

## Name und Titulatur
Hinsichtlich des Namens ist folgendes festzustellen: Die Epitome de Caesaribus und die Historia Nea sprechen von einem Sabinus Iulianus, die Münzen des Usurpators nennen ihn Marcus Aurelius Iulianus. Dabei wird Sabinus Iulianus sein Geburtsname gewesen sein; nach seiner Kaisererhebung wird er sich den prestigeträchtigen Namen Marcus Aurelius, wie andere Kaiser vor und nach ihm, gegeben haben. Ein Widerspruch muss hierbei nicht entstehen. Name und Titulatur lassen sich folgendermaßen ergänzen:
IMP(erator) C(aesar) M(arcus) AVR(elius) [SABINVS] IVLIANVS P(ius) F(elix) AVG(ustus).

## Der historische Ablauf
Nachdem Carinus (283–285) im Spätsommer/Herbst 284 vom Tod seines Bruders Numerianus (283–284) erfahren hatte, verließ er Siscia in Richtung Rom. Dies nutzte der damalige corrector Venetiae (et Histriae) Iulianus aus und marschierte in Pannonien ein, womit er sich Siscia als Machtbasis und Münzstätte sichern konnte. Vermutlich zu Beginn des darauffolgenden Jahres zog Carinus aus Rom aus, um Iulianus zu besiegen. Dieser fiel nach der ersten Schlacht, entweder in Verona oder in Pannonien.